# Samuel Maxwell

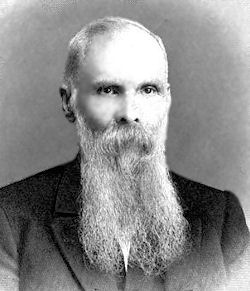
Samuel Maxwell

Samuel Maxwell (* 20. Mai 1825 in Lodi, Seneca County, New York; † 11. Februar 1901 in Fremont, Nebraska) war ein US-amerikanischer Politiker. Zwischen 1897 und 1899 vertrat er den dritten Wahlbezirk des Bundesstaates Nebraska im US-Repräsentantenhaus.

## Werdegang
Samuel Maxwell besuchte die öffentlichen Schulen seiner Heimat und zog mit seiner Familie im Jahr 1844 nach Michigan. Dort arbeitete er als Lehrer und in der Landwirtschaft. Außerdem begann er ein Jurastudium. Im Jahr 1856 zog er in das Cass County im Nebraska-Territorium, wo er ebenfalls in der Landwirtschaft arbeitete. Nachdem er zwischenzeitlich sein Jurastudium beendet hatte und im Jahr 1859 als Rechtsanwalt zugelassen worden war, begann Samuel Maxwell in Plattsmouth in seinem neuen Beruf zu arbeiten. 
Politisch wurde er zunächst Mitglied der Republikanischen Partei. Er war Delegierter auf deren erstem Parteitag im Nebraska-Territorium und zwischen 1859 und 1865 mehrfach Abgeordneter im territorialen Repräsentantenhaus. In den Jahren 1864 und 1866 war Maxwell auch Delegierter auf zwei verfassungsgebenden Versammlungen. 1875 war er Mitglied einer weiteren Versammlung zur Überarbeitung der Staatsverfassung des inzwischen gegründeten Bundesstaates Nebraska. Bereits 1866 war er in das Repräsentantenhaus von Nebraska gewählt worden. Er war Mitglied der Planungskommission für den Aufbau der neuen Staatshauptstadt und zur Festlegung eines Standorts für die zukünftige Staatsuniversität.
In den Jahren 1872, 1875, 1881 und 1887 wurde er zum beisitzenden Richter am Obersten Gerichtshof von Nebraska gewählt. Inzwischen war er zur neugegründeten Populist Party übergetreten. Bei den Kongresswahlen des Jahres 1896 wurde Maxwell in das US-Repräsentantenhaus gewählt, wo er am 4. März 1897 George de Rue Meiklejohn ablöste. Maxwell übte sein Mandat im Kongress aber nur eine Legislaturperiode lang bis zum 3. März 1899 aus. Nach dem Ende seiner Tätigkeit im Kongress arbeitete er wieder als Rechtsanwalt in Fremont. Dort ist er im Februar 1901 auch verstorben.